# Parafia Wniebowzięcia Najświętszej Maryi Panny w Filipowicach
Parafia Wniebowzięcia Najświętszej Maryi Panny w Filipowicach – rzymskokatolicka parafia znajdująca się w archidiecezji krakowskiej, w dekanacie Krzeszowice, w Polsce.